# Lithospermum sordidum
Lithospermum sordidum är en strävbladig växtart som beskrevs av A. Brand. Lithospermum sordidum ingår i släktet stenfrön, och familjen strävbladiga växter. Inga underarter finns listade i Catalogue of Life.